# Öland-klass
Öland-klass eller Jagare typ Öland  var en typ av jagare tillhörande den svenska marinen. Klassen bestod av två fartyg som togs i tjänst år 1947 och utrangerades år 1978 respektive 1979.

## Bakgrund
Under världskriget gick utvecklingen mot allt större jagare. Stormakternas jagare hade växt till 1 500 – 2 000 ton och användes tillsammans med flottiljledare som utgjordes av fartyg på 3 000 – 4 000 ton. I riksdagen år 1942 beslutade man att den svenska flottan skulle utformas på samma sätt. Som flottiljledare skulle kryssare användas, och fyra nya jagare skulle byggas.

## Anbud och byggnation
Av de fyra planerade jagarna kom bara två att byggas. Efter studier av utländska jagare utarbetades ritningar och specifikationer för den nya jagarklassen, och offerter erhölls från flera varv. De stora varven i Göteborg var emellertid inte aktuella då dessa hade fått uppdraget att bygga kryssarna HMS Tre Kronor och HMS Göta Lejon (1945). Det lägsta priset för byggnationen av jagarna kom ifrån Oskarshamns varv. Marinförvaltningen gjorde dock bedömningen att offerten inte var rimlig, och tecknade istället kontrakt med Kockums i Malmö för den ena jagaren, och med Karlskronavarvet för den andra.

## Utformning

### Skrov
Fartygens var 111,8 meter långa och hade dubbelskrov för att öka säkerheten vid skrovskador. Vid projekteringen övervägde man att utforma skrovet med back, ett upphöjt fördäck, detta kom dock inte att bli verklighet. Skroven var helsvetsade med undantag för pansarplåten kring maskinutrymmena som nitades. På grund av sin storlek och skrovform var Öland-klassen mycket stabilare än tidigare svenska jagartyper. Under projekteringen befarade man rentav att fartygen skulle bli alltför stabila och därmed få ryckiga rörelser i sjögång. Den stora tyngden från bland annat pansaret i bordläggningen gjorde dock att så inte blev fallet.